# Aposentadoria especial
Benefício concedido ao segurado que tenha trabalhado em condições prejudiciais à saúde ou à integridade física. Para ter direito à aposentadoria especial, o trabalhador deverá comprovar, além do tempo de trabalho, efetiva exposição aos agentes físicos, químicos e biológicos ou associação de agentes prejudiciais pelo período exigido para a concessão do benefício (15, 20 ou 25 anos). Após cumprida a carência de 180 contribuições, o segurado terá direito conforme a tabela da previdência social, podendo-se também utilizar de conversões, conforme o regulamento.